# Adela natalensis
Adela natalensis is een vlinder uit de familie van de langsprietmotten (Adelidae). De wetenschappelijke naam van de soort is voor het eerst geldig gepubliceerd door Stainton in 1860.
De soort komt voor in tropisch Afrika.